# Synnöve Liljebäck
Synnöve Liljebäck, född 11 februari 1945 i Linköping, är en svensk skådespelare.

## Filmografi
- 1964 – Käre John
- 1965 – Flygplan saknas
- 1968 – Kvinnolek